# Gehyra dubia
Gehyra dubia (сумнівна дтелла) — вид геконоподібних ящірок родини геконових (Gekkonidae). Ендемік Австралії.

## Поширення і екологія
Сумнівні дтелли мешкають на північному сході і сході Австралії, від північного заходу Північної Території через більшу частину Квінсленд до півночі Нового Південного Уельсу, а також на деяких островах Торресової протоки та Великого Бар'єрного рифу. Вони живуть в сухих склерофільних лісах і рідколіссях, трапляються поблизу людських поселень. Ведуть деревний, нічний спосіб життя. Живляться безхребетними.